# Mistrzostwa Europy U-23 w Piłce Nożnej 1974
Mistrzostwa Europy U-23 w piłce nożnej 1974 – drugie (nieoficjalne) rozgrywki młodzieżowych mistrzostw Europy, które odbyły się w latach 1972–1974. W turnieju mogli brać udział piłkarze, których wiek nie przekraczał 23 lat. 21 reprezentacji narodowych zostało podzielonych na osiem grup. W każdej grupie zespoły grały systemem "każdy z każdym mecz i rewanż". Do ćwierćfinałów awansowali zwycięzcy poszczególnych grup. Również mecze ćwierćfinałowe, półfinałowe i finałowe były rozgrywane systemem play-off w dwumeczach.

## Kwalifikacje
Drużyny zostały podzielone na 5 grupy po trzy i 3 grupy po dwa zespoły.

### Legenda do tabelek
- Pkt - liczba punktów
- M - liczba meczów
- W - wygrane
- R - remisy
- P - porażki
- Br+ - bramki zdobyte
- Br- - bramki stracone
- +/- - różnica bramek

### Grupa 1
| # | Reprezentacja       | M | W | R | P | Br+ | Br- | Pkt. |
| - | ------------------- | - | - | - | - | --- | --- | ---- |
| 1 | Czechosłowacja U-21 | 4 | 3 | 0 | 1 | 9   | 3   | 6    |
| 2 | Szwecja U-21        | 4 | 2 | 1 | 1 | 6   | 5   | 5    |
| 3 | Austria U-21        | 4 | 0 | 1 | 3 | 1   | 8   | 1    |

| - Austria 1-1 Szwecja - Austria 0-1 Czechosłowacja - Czechosłowacja 4-0 Austria | - Szwecja 0-3 Czechosłowacja - Szwecja 2-0 Austria - Czechosłowacja 1-3 Szwecja |

### Grupa 2
| # | Reprezentacja | M | W | R | P | Br+ | Br- | Pkt. |
| - | ------------- | - | - | - | - | --- | --- | ---- |
| 1 | Włochy U-21   | 2 | 2 | 0 | 0 | 4   | 1   | 4    |
| 2 | Turcja U-21   | 2 | 0 | 0 | 2 | 1   | 4   | 0    |

| - Turcja 1-3 Włochy | - Włochy 1-0 Turcja |

### Grupa 3
| # | Reprezentacja | M | W | R | P | Br+ | Br- | Pkt. |
| - | ------------- | - | - | - | - | --- | --- | ---- |
| 1 | Holandia U-21 | 2 | 2 | 0 | 0 | 4   | 1   | 4    |
| 2 | Norwegia U-21 | 2 | 0 | 0 | 2 | 1   | 4   | 0    |

| - Norwegia 1-3 Holandia | - Holandia 1-0 Norwegia |

### Grupa 4
| # | Reprezentacja | M | W | R | P | Br+ | Br- | Pkt. |
| - | ------------- | - | - | - | - | --- | --- | ---- |
| 1 | NRD           | 4 | 3 | 0 | 1 | 10  | 3   | 6    |
| 2 | Rumunia U-21  | 4 | 1 | 1 | 2 | 5   | 6   | 3    |
| 3 | Albania U-21  | 4 | 1 | 1 | 2 | 3   | 9   | 3    |

| - Albania 1-1 Rumunia - Albania 1-0 NRD - Rumunia 2-1 Albania | - Rumunia 1-2 NRD - NRD 2-1 Rumunia - NRD 6-0 Albania |

### Grupa 5
| # | Reprezentacja | M | W | R | P | Br+ | Br- | Pkt. |
| - | ------------- | - | - | - | - | --- | --- | ---- |
| 1 | Polska U-21   | 4 | 3 | 1 | 0 | 9   | 3   | 7    |
| 2 | RFN           | 4 | 2 | 1 | 1 | 7   | 3   | 5    |
| 3 | Dania U-21    | 4 | 0 | 0 | 4 | 1   | 11  | 0    |

| - Dania 0-2 Polska - Denmark 0-2 RFN - Polska 4-1 Dania | - RFN 2-3 Polska - RFN 3-0 Dania - Polska 0-0 RFN |

### Grupa 6
| # | Reprezentacja   | M | W | R | P | Br+ | Br- | Pkt. |
| - | --------------- | - | - | - | - | --- | --- | ---- |
| 1 | Bułgaria U-21   | 2 | 1 | 1 | 0 | 2   | 1   | 3    |
| 2 | Portugalia U-21 | 2 | 0 | 1 | 1 | 1   | 2   | 1    |

| - Portugalia 0-0 Bułgaria | - Bułgaria 2-1 Portugalia |

### Grupa 7
| # | Reprezentacja   | M | W | R | P | Br+ | Br- | Pkt. |
| - | --------------- | - | - | - | - | --- | --- | ---- |
| 1 | Węgry U-21      | 4 | 3 | 0 | 1 | 6   | 6   | 6    |
| 2 | Jugosławia U-21 | 4 | 2 | 0 | 2 | 6   | 3   | 4    |
| 3 | Grecja U-21     | 4 | 1 | 0 | 3 | 4   | 7   | 2    |

| - Jugosławia 4-0 Węgry - Grecja 2-0 Jugosławia - Węgry 2-0 Grecja | - Węgry 1-0 Jugosławia - Grecja 2-3 Węgry - Jugosławia 2-0 Grecja |

### Grupa 8
| # | Reprezentacja  | M | W | R | P | Br+ | Br- | Pkt. |
| - | -------------- | - | - | - | - | --- | --- | ---- |
| 1 | ZSRR           | 4 | 3 | 1 | 0 | 8   | 1   | 7    |
| 2 | Finlandia U-21 | 4 | 1 | 1 | 2 | 3   | 8   | 3    |
| 3 | Francja U-21   | 4 | 1 | 0 | 3 | 5   | 7   | 2    |

| - Finlandia 1-3 Francja - ZSRR 3-1 Francja - ZSRR 4-0 Finlandia | - Francja 0-1 ZSRR - Finlandia 0-0 ZSRR - Francja 1-2 Finlandia |

## Runda pucharowa

### Ćwierćfinały
Mecze odbyły się w dniach 27 lutego, 13, 14 marca i 10 kwietnia, rewanże 10 i 17 kwietnia 1974 r.
| Reprezentacja 1 | Wynik | Reprezentacja 2     | 1 mecz | 2 mecz |
| --------------- | ----- | ------------------- | ------ | ------ |
| Węgry U-21      | 4:3   | Holandia U-21       | 3:1    | 1:2    |
| NRD             | 3:1   | Włochy U-21         | 2:1    | 1:0    |
| Polska U-21     | 2:1   | Bułgaria U-21       | 0:0    | 2:1    |
| ZSRR            | 7:2   | Czechosłowacja U-21 | 6:0    | 1:2    |

### Półfinały
Mecze odbyły się w dniach 30 kwietnia i 1 maja, rewanże 7 i 8 maja 1974 r.
| Reprezentacja 1 | Wynik | Reprezentacja 2 | 1 mecz | 2 mecz            |
| --------------- | ----- | --------------- | ------ | ----------------- |
| ZSRR            | 2:2   | Węgry U-21      | 2:0    | 0:2 dogr., 3:4 k. |
| NRD             | 2:2   | Polska U-21     | 0:0    | 2:2               |

### Finały
Mecze odbyły się w dniach 15 i 28 czerwca 1974 r.
| Reprezentacja 1 | Wynik | Reprezentacja 2 | 1 mecz    | 2 mecz    |
| --------------- | ----- | --------------- | --------- | --------- |
| NRD             | 3:6   | Węgry U-21      | 3:2 (1:2) | 0:4 (0:1) |

| 15 czerwca 1974 | NRD · Terletzki 28' · Terletzki 47' (k.) · Heidler 85' | 3:2(1:2)Raport | Węgry · 30' Kiss · 43' Horváth | Glücksgas-Stadion, Drezno Widzów: 17 000 Sędzia: Michel Kitabdjian |
|                 |                                                        |                |                                |                                                                    |

| Claus Boden; Hans-Jürgen Dörner, Gerd Kische, Christian Helm; Gunter Sekora; Reinhard Häfner, Frank Terletzki; Lutz Moldt (62' Klaus Decker), Dieter Riedel, Frank Richter (74' Peter Kotte), Gert Heidler. Trener: Werner Wolf | Ferenc Mészáros; József Horváth, Péter Török, László Harsányi, Mihály Kántor; László Fekete, Ede Dunai, József Tóth (60' Jenő Kunszt); László Nagy, László Kiss, József Becsei. Trener: László Sárosi |

| 28 czerwca 1974 | Węgry · Tóth 41' · Várady 48' 60' · Fekete 62' | 4:01:0Raport | NRD | Budapeszt Widzów: 17 000 Sędzia: Paul Schiller |
|                 |                                                |              |     |                                                |

| Ferenc Mészáros; József Horváth, Péter Török, László Harsányi, Mihály Kántor; László Fekete, Ede Dunai, József Tóth; László Nagy, László Kiss, Béla Várady. Trener: László Sárosi | Claus Boden; Hans-Jürgen Dörner, Detlef Enge, Albert Krebs, Gunter Sekora; Reinhard Häfner, Christian Helm (74' Joachim Müller), Klaus Decker, Frank Terletzki; Frank Richter (68' Dieter Riedel), Gert Heidler. Trener: Werner Wolf |

 

Złote medale mistrzów otrzymali: Ferenc Mészáros; József Horváth, Péter Török, László Harsányi, Mihály Kántor; László Fekete, Ede Dunai, József Tóth; László Nagy, László Kiss, Béla Várady, Jenő Kunszt, József Becsei - trener László Sárosi.